# Stenygrocercus franzi
Stenygrocercus franzi is een spinnensoort uit de familie Dipluridae. De soort komt voor in Nieuw-Caledonië.